# Union sportive de Mohammédia
Maillots
L'Union Sportive de Mohammédia (en arabe : اتحاد المحمدية الرياضي), plus couramment abrégé en US Mohammédia, est un club marocain de football fondé en 1934 sous le nom de Fédala Football Club et basé dans la ville de Mohammédia.
Premier club fondé dans la ville de Fédala (Mohammédia actuellement), il évolue en Botola Pro2 dont il a remporté 4 titre de champion.

## Histoire
L'Union Sportive de Mohammédia, plus couramment abrégé en US Mohammédia, est un club sportif marocain de football fondé en 1934 par les protecteurs français sous le nom de Fédala Football Club et basé dans la ville de Mohammédia. Premier club fondé dans la ville de Fédala (Mohammédia actuellement), il évolue en Botola Pro2 dont il a remporté 4 titres de champion. Il remportera son premier sacre de la Botola Pro2 lors de la saison 1938/1939.
Il revient en D1 lors de la saison 1979/1980, et pour la dernière fois en D1 lors de la saison 1987/1988.
Le club obtient son meilleur classement en D1 lors de la saison 1979/1980, où il termine 3e du championnat, avec 11 victoires, 12 matchs nuls et 7 défaites.

## Palmarès
- Botola Pro2 (4) :
  - Champion : 1938/39, 1945/46, 1978/79, 1984/85

## Personnalités liées au club

### Entraîneurs
- Viorel Talmaciu